# Сынныр
Сынны́р — горный хребет в системе Северо-Байкальского нагорья. Расположен главным образом в Бурятии.
Хребет протягивается почти на 300 км в северо-восточном направлении от Байкальского хребта до Патомского нагорья (в междуречье рек Чуя и Мама). Высоты хребта уменьшаются с 2500 м на юго-западе до 1300 м на северо-востоке. Преобладает среднегорный рельеф. В крайней юго-западной части Сынныра, расположенной в истоках рек Холодная, Тыя и Олокит, находится голец Иняптук — высочайшая точка хребта (2578 м).
На склонах гор распространена преимущественно лиственничная тайга, в привершинной части развита горная тундра и гольцы. Из-за сурового резко континентального климата повсеместно развита многолетняя мерзлота.